# Michael Bradley (rugbista)
Michael Timothy Bradley (Cork, 17 de noviembre de 1962) es un entrenador y ex–jugador irlandés de rugby que se desempeñaba como medio scrum.

## Selección nacional
Fue convocado al XV del Trébol por primera vez en noviembre de 1984 para enfrentar a los Wallabies, fue capitán en tres etapas diferentes y disputó su último partido en mayo de 1995 ante los All Blacks. En total jugó 40 partidos y marcó cinco tries para un total de 21 puntos (un try valía 4 puntos antes de 1993).

### Participaciones en Copas del Mundo
Disputó dos Copas del Mundo; Nueva Zelanda 1987 donde los irlandeses fueron derrotados por los australianos en cuartos de final, Bradley jugó todos los partidos y marcó un try ante los Canucks. Ocho años después en Sudáfrica 1995 jugó un solo partido y el XV del Trébol volvió a quedar fuera del torneo en cuartos de final, al ser derrotados por Les Bleus.
| Mundial                       | Sede          | Resultado        | PJ | Tries |
| ----------------------------- | ------------- | ---------------- | -- | ----- |
| Copa Mundial de Rugby de 1987 | Nueva Zelanda | Cuartos de final | 4  | 1     |
| Copa Mundial de Rugby de 1995 | Sudáfrica     | Cuartos de final | 1  | 0     |

## Palmarés
- Campeón del Torneo de las Seis Naciones de 1985.
- Campeón del Interprovincial Championship de 1995.